# Stadthaus Dresdner Straße 209

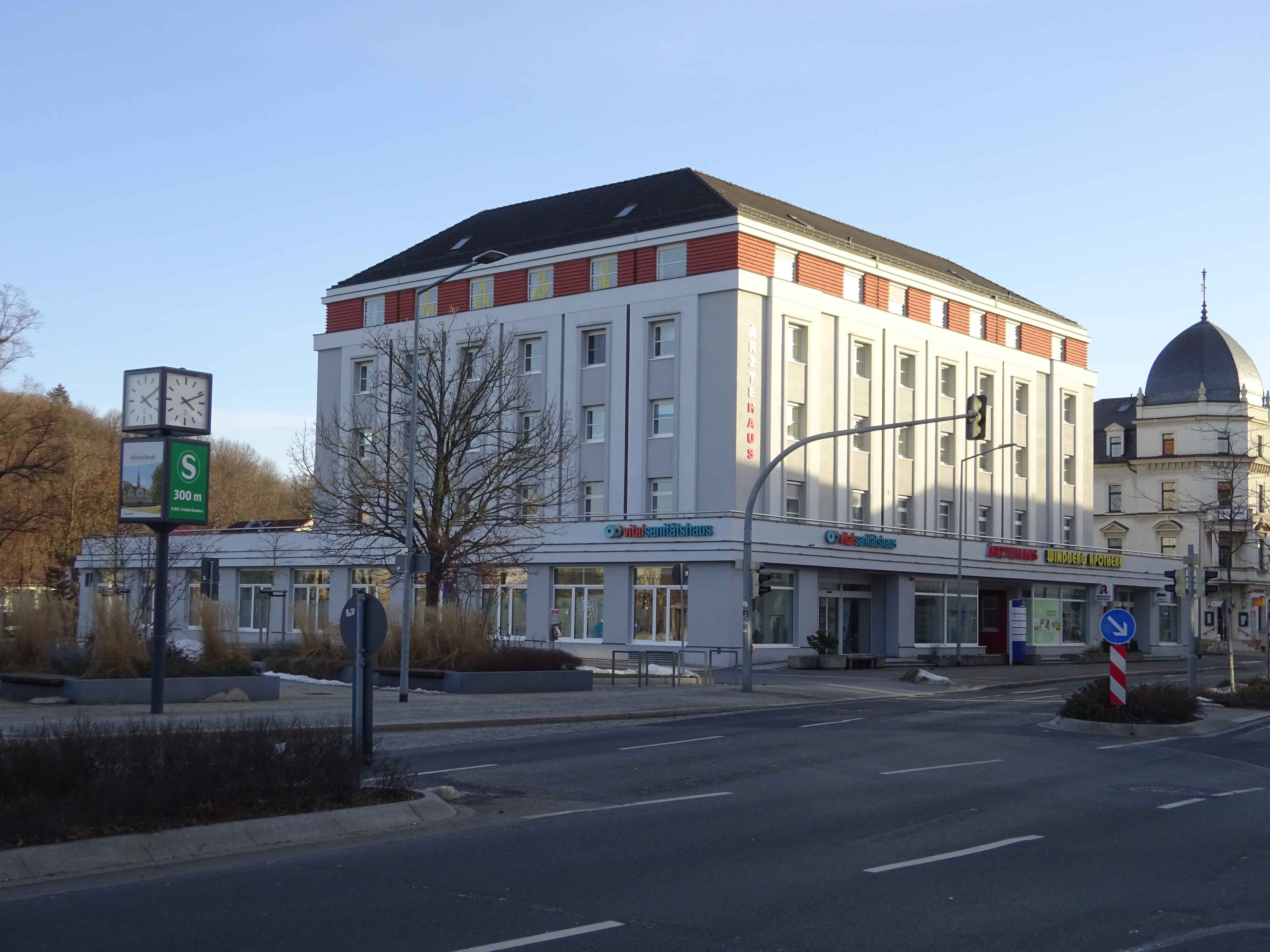
Ansicht 2021 von der Dresdner Straße aus

Das Stadthaus an der Dresdner Straße 209 ist im Freitaler Stadtteil Döhlen am Neumarkt  gelegen. Das denkmalgeschützte Gebäude wird heute vornehmlich für die medizinische Versorgung genutzt.
Der viergeschossige Kubus verfügt über ein Mezzanin, das mit rotem Backstein verkleidet ist. Das Erdgeschoss wird durch einen flachen Vorbau erweitert, der sich um die komplette West- und Nordseite sowie Teile der Süd- und Ostseite erstreckt. Die Obergeschosse sind mit einer Putz-Kolossalordnung gegliedert. Der bis heute äußerlich weitgehend unveränderte Bau weist Einflüsse der Neuen Sachlichkeit auf.

## Geschichte
Das Stadthaus wurde nach Plänen des Architekten Rudolf Bitzan von 1927 bis 1928 unter der Leitung von Emil Weise errichtet. Es war Teil des von der damaligen sozialdemokratischen Stadtverwaltung unter Bürgermeister Carl Wedderkopf aufgestellten Bebauungsplans um den zuvor angelegten Neumarkt, der eine Reihe repräsentativer Bauwerke mit wichtigen städtischen Funktionen bis hin zu einem neuen Rathaus vorsah, um der aus Gemeindefusion entstandenen Stadt Freital ein gemeinsames Zentrum zu geben.
Das Stadthaus sollte neben einem Kaufhaus vier Arztpraxen und zehn Luxuswohnungen, um den Wegzug wohlhabender Bürger aus steuerlichen Gründen zu verhindern, beherbergen. An der Nordseite sollte sich ein später zu errichtendes Zentralpostamt anschließen. Der Bau, dessen kreditäre Finanzierung im Stadtrat aufgrund der finanziellen Schieflage der Stadt höchst umstritten war, begann im Sommer 1927. Das Zentralpostamt konnte ebenso wie das neue Rathaus und ein zentrales städtisches Krematorium nicht mehr gebaut werden.
Nach seiner Fertigstellung im Jahr 1928 waren unter anderem ein Café, eine Ehape-Filiale oder eine Buchhandlung im Stadthaus untergebracht. In der DDR wurde das Untergeschoss ab 1950 von der Stadtbibliothek genutzt, in den Obergeschossen erfolgte eine weitere Konzentration auf den Medizinsektor als Poliklinik. Nach der Wende zog die Bibliothek in eine alte Villa auf der anderen Seite der Dresdner Straße, ins Stadthaus dafür eine Sparkassenfiliale. Später war dort ein Elektronikmarkt beheimatet, derzeit befinden sich ein Sanitätshaus, eine Apotheke und ein Modellbahnshop im Gebäude.
Am 17. Dezember 1998 wurde das Stadthaus in die Kulturdenkmalliste aufgenommen.